# تاکاکی فوکومیتسو
تاکاکی فوکومیتسو (انگلیسی: Takaki Fukumitsu؛ زادهٔ ۲۲ فوریهٔ ۱۹۹۲) بازیکن فوتبال اهل ژاپن است.